# みんなマドンナ
『みんなマドンナ』は、1987年10月14日から同年12月23日まで日本テレビ系列の『水曜ドラマ』枠で放送されたテレビドラマ。全11話。

## 概要
離婚した画商・朋子と妻と死に別れた商社マン良一郎は、入籍せずに夫婦生活をしていた。ある日、良一郎が海外で死去したことから朋子は借金を返済するために家を売り、良一郎の遺した3人の娘と共同生活を送ることになる。

## キャスト
- 藤崎朋子：大原麗子
- 吉本弘之（朋子の前夫）：岩城滉一
- 結城良一郎：神山繁
- 良一郎の長女・奈保美：田中好子
- 良一郎の次女・桂子：山下容里枝
- 良一郎の三女・純子：早見優
- 誠：利重剛
- 元（純子のボーイフレンド）：杉本哲太

## スタッフ
- 脚本：小山内美江子 （全話）
- 演出：吉野洋、五木田亮一、石橋冠

## 主題歌
- 早見優『Lonely Liar』（トーラスレコード 作詞：売野雅勇／作曲：和泉常寛／編曲：鷺巣詩郎）

## 放送日程
| 話数 | 放送日         | サブタイトル           | 演出       |
| ---- | -------------- | ---------------------- | ---------- |
| 1    | 1987年10月14日 | ラインの流れは悲しく   | 吉野洋     |
| 2    | 10月21日       | 貴女は父の愛人です     | 吉野洋     |
| 3    | 10月28日       | 私、産みます！         | 吉野洋     |
| 4    | 11月4日        | 高年齢出産準備         | 五木田亮一 |
| 5    | 11月11日       | 娘があの男の部屋に     | 吉野洋     |
| 6    | 11月18日       | もう五ヶ月なのに…！    | 吉野洋     |
| 7    | 11月25日       | 別れた夫婦の奇妙な関係 | 吉野洋     |
| 8    | 12月2日        | 気を楽に、38歳高齢妊娠 | 五木田亮一 |
| 9    | 12月9日        | 出産はラマーズ法で     | 石橋冠     |
| 10   | 12月16日       | 母娘とも未婚で妊娠     | 吉野洋     |
| 11   | 12月23日       | 生まれた！             | 吉野洋     |